# Kożyczkowo
Kożyczkowo (kaszub. Kòżëczkòwò) – wieś kaszubska w Polsce, położona w województwie pomorskim, w powiecie kartuskim, w gminie Chmielno, nad jeziorem Wielkim. 
| SIMC    | Nazwa      | Rodzaj    |
| ------- | ---------- | --------- |
| 0160011 | Borczaki   | część wsi |
| 0160028 | Młyn Dolny | część wsi |
| 0160034 | Młyn Górny | część wsi |
| 0160040 | Rzym       | część wsi |
| 0160057 | Stanowisko | część wsi |

Kożyczkowo leży na obszarze Pojezierza Kaszubskiego i znajduje się na terenie Kaszubskiego Parku Krajobrazowego. Na północnym zachodzie wieś sąsiaduje z kompleksem Lasów Mirachowskich z rezerwatami przyrody Leśne Oczko i Staniszewskie Zdroje.
Wieś jest siedzibą sołectwa Kożyczkowo, w którego skład wchodzą również: Borczaki, Młyn Górny, Młyn Dolny, Rzym, Stanowisko. Południowym krańcem wsi prowadzi trasa linii kolejowej Kartuzy-Sierakowice-Lębork (obecnie zawieszonej). W Kożyczkowie znajduje się placówka ochotniczej straży pożarnej.
Wieś szlachecka Koziczkowo położona była w II połowie XVI wieku w powiecie mirachowskim województwa pomorskiego. W latach 1975–1998 miejscowość administracyjnie należała do województwa gdańskiego.